# 58 p.n.e.
| [ Edytuj tabelę ] |                                      |
| Król Armenii      | - 95 p.n.e. Tigranes II 55 p.n.e.    |
| Król Bosporu      | - 63 p.n.e. Farnakes 47 p.n.e.       |
| Cesarz Chin       | - 74 p.n.e. Han Xuandi 49 p.n.e.     |
| Władca Egiptu     | - 80 p.n.e. Ptolemeusz XII 51 p.n.e. |
| Król Judei        | - 63 p.n.e. Jan Hirkan II 40 p.n.e.  |
| Król Kommageny    | - 70 p.n.e. Antioch I 36 p.n.e.      |
| Król Nabatei      | - 59 p.n.e. Malichus I 30 p.n.e.     |
| Król Numidii      | - 60 p.n.e. Juba I 46 p.n.e.         |
| Król Paflagonii   | - 63 p.n.e. Attalos 40 p.n.e.        |
| Król Partów       | - 70 p.n.e. Fraates III 57 p.n.e.    |

Rok 58 p.n.e.
stulecia: II wiek p.n.e. ~
I wiek p.n.e. ~
I wiek

lata: 68 p.n.e. «
62 p.n.e. «
61 p.n.e. «
60 p.n.e. «
59 p.n.e. «
58 p.n.e. »
57 p.n.e. »
56 p.n.e. »
55 p.n.e. »
54 p.n.e. »
48 p.n.e.

## Wydarzenia
- Gajusz Juliusz Cezar sformował legiony XI i XII.
- Gajusz Juliusz Cezar rozpoczął podbój Galii. Bitwa nad rzeką Arar.
- Bitwa pod Bibrakte, Cezar rozgromił Helwetów.
- Misja Katona Młodszego na Cyprze, przyłączenie wyspy do rzymskiej prowincji Cylicja.
- Publiusz Klodiusz i Lucjusz Ninniusz Kwadratus trybunami plebejskimi. Ustawa o darmowym rozdawaniu zboża dla plebsu rzymskiego.
- Wygnanie Cycerona z Rzymu.

## Urodzili się
- 30 stycznia – Liwia Druzylla, cesarzowa rzymska (zm. 29).